# 泉鏡花

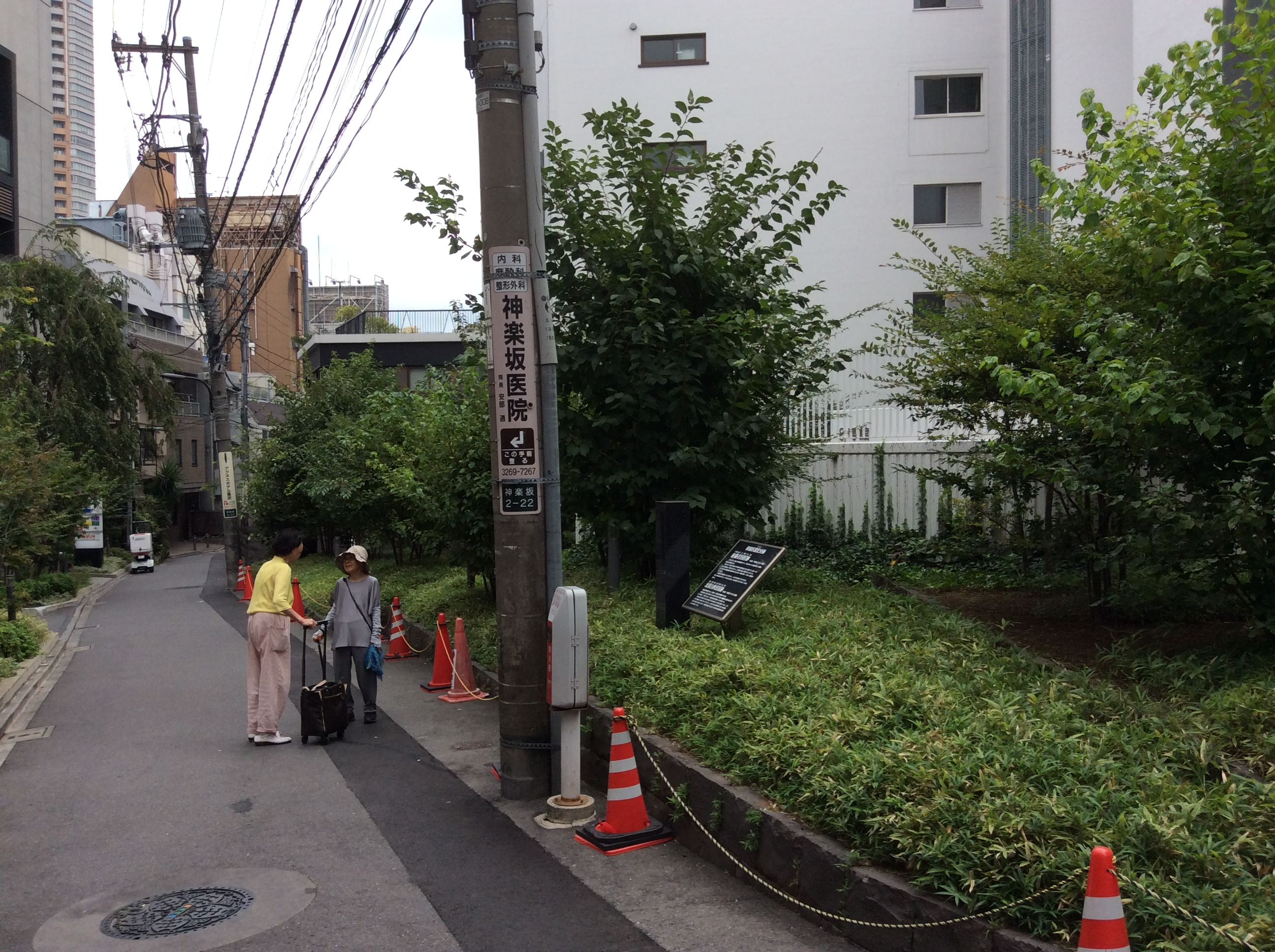
東京都新宿区神楽坂の泉鏡花旧居跡（2017年9月27日撮影）

泉 鏡花（いずみ きょうか、本名：泉 鏡太郎〈いずみ きょうたろう〉、1873年〈明治6年〉11月4日 - 1939年〈昭和14年〉9月7日）は、日本の小説家。明治後期から昭和初期にかけて活躍した。小説のほか、戯曲や俳句も手がけた。帝国芸術院会員。
金沢市下新町生まれ。尾崎紅葉に師事した。『夜行巡査』『外科室』で評価を得、『高野聖』で人気作家になる。江戸文芸の影響を深く受けた怪奇趣味と特有のロマンティシズムで、幻想文学の先駆者としても評価されている。ほかの主要作品に『照葉狂言』『婦系図』『歌行燈』などがある。

## 生涯

### 上京まで
1873年（明治6年）11月4日、石川県金沢市下新町に生まれる。父・清次は、工名を政光といい、加賀藩細工方白銀職の系譜に属する象眼細工・彫金などの錺職人であった。母・鈴は、加賀藩御手役者葛野流大鼓方中田万三郎豊喜の末娘で、江戸の生まれ。幼少期における故郷金沢や母親の思い出は後年に至るまで鏡花の愛惜措く能わざるものとなり、折にふれて作品の中に登場する。
1880年（明治13年）4月、市内養成小学校（現・金沢市立馬場小学校）に入学。1883年（明治16年）12月に母が次女・やゑ出産直後に産褥熱のため逝去し（享年29）、鏡花は幼心に強い衝撃を受ける。
1884年（明治17年）6月、父とともに石川郡松任の摩耶夫人像に詣った。このとき以来、鏡花は終生、摩耶信仰を保持した。9月、金沢高等小学校に進学、翌年には日本基督一致教会のミッション・スクール北陸英和学校に転じ英語を学ぶが、1887年（明治20年）にはここも退学し、市内の井波他次郎私塾で英語などを講じた。
1889年（明治22年）4月、友人の下宿において尾崎紅葉の『二人比丘尼色懺悔』を読んで衝撃を受け、文学に志すようになる。また6月に富山旅行。この時期、叔母などに小遣いをせびって貸本を濫読するとともに、私塾の講師のようなことを務めていたが、11月に紅葉の門下に入ることを志して上京。
1891年（明治24年）10月19日、ついに牛込の紅葉宅を訪ね、快く入門を許されて、その日から尾崎家での書生生活を始める。翌年12月、金沢市の大火の際に一時帰郷した以外、鏡花は尾崎家にあって、原稿の整理や雑用にあたり、紅葉の信頼を勝ち得る。

### 『高野聖』まで
1893年（明治26年）5月、京都日出新聞に真土事件を素材とした処女作『冠弥左衛門』を連載。紅葉の斡旋による。紅葉は新聞社の不評を理由にした打ち切り要請を説得し、慣れない鏡花にアドバイスを与えながら、ついにこれを完結させた。同年さらに『活人形』（探偵文庫）、『金時計』（少年文学）を発表。8月には脚気療養のため一時帰郷し、そのついでに京都、北陸に遊んで後に帰京。このときの紀行をもとに『他人の妻』を執筆する。
1894年（明治27年）1月、父が逝去し、再び金沢に帰る。生活の術を失い、文筆をもって米塩の途とせんことを切に願う。『予備兵』『義血侠血』などを執筆し、紅葉の添削を経て読売新聞掲載。実用書の編纂などで家計を支えながら、1895年（明治28年）には初期の傑作『夜行巡査』（文芸倶楽部）と『外科室』（同前）を発表。「夜行巡査」は、『青年文学』において田岡嶺雲の賛辞を得、このおかげで『外科室』は『文芸倶楽部』の巻頭に掲載されることになった。この年6月、金沢に帰り、祖母を見舞う。
脚気が完治せず体調は悪かったが、1896年（明治29年）にはさらに『海城発電』（太陽 (博文館)）、『琵琶伝』（国民之友）、『化銀杏』（青年小説）を発表し、賛否両論を受けた。5月には金沢の祖母を引きとって一家を構え、旺盛に執筆を続け、ついに10月には読売新聞に『照葉狂言』の連載を始める。1897年（明治30年）に『化鳥』『笈ずる草紙』、1898年（明治31年）に『辰巳巷談』など。このころ酒の味を覚え、盛んに遊び歩く。1899年（明治32年）には『湯島詣』を春陽堂から書きおろし刊行。1900年（明治33年）『高野聖』（新小説）、1901年（明治34年）『袖屑風』（同前）、1902年（明治35年）『起請文』（同前）などを世に問う。

### 『歌行燈』前後
1902年（明治35年）、胃腸病のため逗子に静養。吉田賢龍の紹介によって知った芸妓の伊藤すずが台所を手伝いにくる。翌1903年（明治36年）1月、2人は牛込神楽坂に転居し同棲を始める。4月、同棲が紅葉に知られ叱責を受け別離するが、秘密裏に交際は続けていた。10月30日にはその紅葉が急逝し、衝撃を受ける。鏡花は硯友社同人とともに紅葉の葬儀を取り仕切った。11月、『国民新聞』に『風流線』を連載し始める。1904年（明治37年）、『紅雪録』正続。1905年（明治38年）は2月20日に祖母を失い、7月には自身も胃腸病悪化のため3年前にも静養した逗子に転居した。一方で、執筆意欲は止まらず『銀短冊』（文芸倶楽部）や『瓔珞品』（新小説）を連載。1906年（明治39年）、『春昼』（同前）発表。翌1907年（明治40年）1月、やまと新聞において『婦系図』の連載開始。1908年（明治41年）、『草迷宮』を春陽堂より刊行。1909年（明治42年）、2月に逗子から麹町（土手三番町）に転居、東京に戻る。『白鷺』を発表（東京朝日新聞）。1910年（明治43年）、『歌行燈』（新小説）、『三味線堀』（三田文学）。『三味線堀』掲載にあたっては鏡花を評価していた永井荷風の好意を受ける。この年から『袖珍本鏡花集』（五巻）の発行が始まり、すでにその文名は確立し人気作家の1人となっていた。5月には終生の住まいとなった麹町下六番町に転居。
1911年（明治44年）、『銀鈴集』を隆文館より刊行。1912年（大正元年）、『三人の盲の話』（中央公論）、1913年（大正2年）、『印度更紗』（同前）。大正期には戯曲にも志を持ち、『夜叉ヶ池』（演芸倶楽部）、『海神別荘』（中央公論）を発表。1914年（大正3年）、『日本橋』を千章館より刊行し、ここで初めて装画の小村雪岱とのコンビを組む。1915年（大正4年）、『夕顔』（三田文学）。『鏡花選集』と『遊里集』を春陽堂より刊行。1916年（大正5年）、『萩薄内証話』。1917年（大正6年）、『天守物語』（新小説）。1919年（大正8年）、『由縁の女』を婦人画報に連載開始。1920年（大正9年）1月、『伯爵の釵』（婦女界）。このころ映画に興味を持ち、谷崎潤一郎や芥川龍之介と知り合う。1922年（大正11年）、『身延の鶯』を東京日日新聞に連載開始。同年、『露宿』『十六夜』。1923年、関東大震災で被災、すずとともに2日間、四谷見附付近の公園で過ごした。1924年（大正13年）、『眉かくしの霊』（苦楽）。

### 晩年
1925年（大正14年）、改造社より『番町夜講』刊行。また春陽堂より『鏡花全集』刊行開始、鏡花を師と仰ぐ里見弴、谷崎潤一郎、水上瀧太郎、久保田万太郎、芥川龍之介、小山内薫が編集委員を務めた。（1927年に完結）。この年、出会いから27年目、鏡花52歳にしてすずと入籍。1927年（昭和2年）、『多神教』（文藝春秋）を執筆。
同年7月24日、芥川自殺の一報を聞き、泣き崩れるほどのショックを受ける。同月27日、芥川の葬儀に出席。
同年8月、東京日日新聞と大阪日日新聞の招待で十和田湖、秋田などを旅行。またこの年から、鏡花を囲む九九九会（くうくうくうかい）が、里見と水上を発起人として始まり、常連として岡田三郎助、鏑木清方、小村雪岱、久保田万太郎らが毎月集まった。会の名は、会費十円を出すと一銭おつりを出すというところから。1928年（昭和3年）、肺炎に罹患し、予後静養のために修善寺を訪れる。この年、各社の文学全集（いわゆる円本）で鏡花集が刊行される。1929年（昭和4年）、能登半島に旅行。この前後は紀行文の類が多い。1930年（昭和5年）、『木の子説法』（文藝春秋）。1931年（昭和6年）、『貝の穴に河童の居る事』（古東多万）。1932年（昭和7年）、『菊あはせ』（文藝春秋）。1934年（昭和9年）、『斧琴菊』（中央公論）。1936年（昭和11年）、戯曲『お忍び』（中央公論）。1937年（昭和12年）、晩年の大作『薄紅梅』を東京日日新聞、大阪毎日新聞に連載する。『雪柳』を中央公論に発表。帝国芸術院会員に任ぜられる。1938年（昭和13年）、体調を崩し、文筆生活に入って初めて一作も作品を公表しなかった。1939年（昭和14年）7月、『縷紅新草』を『中央公論』に発表するも、この月下旬より病床に臥し、9月7日午前2時45分、癌性肺腫瘍のため逝去。10日、芝青松寺にて葬儀が行われた。戒名は幽幻院鏡花日彩居士。里見弴が佐藤春夫に命じ、徳田秋聲が選んだ。1940年、岩波書店より鏡花全集が刊行された。墓所は雑司ヶ谷霊園にあったが、2024年（令和6年）3月に妻・すずが深く帰依していた菩提寺の円福寺（東京・神楽坂）へ改葬された。

## 略歴
- 1873年（明治06年） - 石川県金沢市下新町に生まれる。本名、鏡太郎。
- 1880年（明治13年） - 市内養成小学校に入学。
- 1884年（明治17年） - 金沢高等小学校に進学。
- 1889年（明治22年） - 尾崎紅葉の『二人比丘尼色懺悔』を読んで文学に志す。紅葉の門下に入るため上京。
- 1891年（明治24年） - 紅葉に入門を許され、書生生活を始める。
- 1893年（明治26年） - 京都日出新聞に『冠彌左衛門』を連載。『活人形』『金時計』を発表。
- 1894年（明治27年） - 『予備兵』『義血侠血』を発表。
- 1895年（明治28年） - 文芸倶楽部に『夜行巡査』『外科室』を掲載。
- 1896年（明治29年） - 金沢の祖母を引き取り一家を構える。読売新聞に『照葉狂言』を連載。
- 1900年（明治33年） - 『高野聖』を発表。
- 1902年（明治35年） - 胃腸病のため逗子に静養。
- 1903年（明治36年） - 紅葉が急逝。
- 1907年（明治40年） - やまと新聞に『婦系図』を連載。
- 1913年（大正02年） - 『夜叉ヶ池』『海神別荘』を発表。
- 1919年（大正08年） - 婦人画報に『由縁の女』を連載。
- 1925年（大正14年） - 春陽堂より『鏡花全集』を刊行。
- 1928年（昭和03年） - 肺炎に罹患する。各社の円本で鏡花集が刊行される。
- 1937年（昭和12年） - 東京日日新聞、大阪毎日新聞に『薄紅梅』を連載。帝国芸術院会員になる。
- 1939年（昭和14年） - 中央公論に『縷紅新草』を発表。9月7日、癌性肺腫瘍のため東京市麹町区下六番町の自宅で逝去[6]。
- 1973年（昭和48年） - 泉鏡花文学賞が制定。
- 1999年（平成11年） - 生家跡に泉鏡花記念館が開館。
- 2024年（令和06年） - 墓所が雑司ヶ谷霊園から菩提寺の円福寺（東京・神楽坂）に移転[3][4][5]。

## 家族
母鈴は葛野流大鼓方中田万三郎豊喜の娘で、その兄（次男）金太郎は請われて宝生流シテ方の松本家に養子入りした。宝生九郎の高弟として知られた能楽師松本金太郎がこれで、その子松本長は鏡花の従兄にあたる。長の長男は俳人松本たかし、次男は松本惠雄（人間国宝）。
弟である泉豊春も尾崎紅葉に師事した作家で、泉斜汀と名乗り、下町小説や狭斜小説を多く発表した。
母は、鏡花にとって終生追慕の対象であった。12歳で松任成の摩耶祠を訪れたとき、摩耶夫人像を母の面影に重ねて以来、彼は死ぬまで摩耶夫人を信仰していた。
妻・すずはもともと神楽坂に桃太郎という名で出ていた芸妓で、師の紅葉は2人の関係を絶対に許さず、「女を捨てるか、師匠を捨てるか」とまで鏡花に迫った。2人はお互いを想いながらも泣く泣く離別を決意し、この体験が『婦系図』の湯島天神の場の下敷きになっているという。紅葉の没後、鏡花はすずと結婚し、夫婦仲ははなはだよかった。終生互いの名を彫った腕輪を身辺から離さなかったという。

## 尾崎紅葉と弟弟子
鏡花にとっての尾崎紅葉は、敬愛する小説家、文学上の師であると同時に、無名時代の自分を書生として養ってくれた恩人であり、鏡花は終生このことを徳として旧師を慕いつづけた。ほとんど崇拝といってもいいその態度は文壇でも有名なものであった。病床にあってなお紅葉は愛弟子鏡花の行末を案じ、原稿を求めてはこれに添削を加え続けたという。没後は自宅の仏壇にその遺影を飾って毎日の礼拝を怠らなかった。葬儀で門弟代表として弔辞を読んだのも鏡花である。
処女作『冠弥左衛門』が1894年（明治27年）に加賀北陸新報に転売、再連載されたことも、おそらく紅葉の口利きによるものと思われる。
鏡花がほとんど旧師・紅葉を神格化していたのに対し、同郷・同窓・同門の徳田秋声は師とは没後とりわけ距離を置き、自然主義一派に加わったため、2人の仲はよくなかった。後年改造社で円本を出す際、弟子の了解をとるべく社長の山本実彦が秋声を訪ねると、「では鏡花のところへも行こう」というので行き、話していると、秋声が「紅葉はお菓子が好きでたくさん食べたから胃を悪くして死んだのだ」と言ってしまったため鏡花は火鉢を飛び越えて秋声を殴り、山本が間に入って秋声を外へ引きずり出したが、車の中で秋声は泣き通していたという。
後に里見弴らが両者を仲直りさせるために徳田秋声と泉鏡花をお客として「九九九会」に招いたことがある。ところが鏡花は、ろくに話もしないうちからやたらと酒ばかり飲んで、酔ったふりをして狸寝入りをしてしまい、昔噺でもしようという気で出てきた秋声もいつの間に帰ってしまった。それにもかかわらず、そのあとで秋声に会うと「この間はあんな具合で君たちの好意を無にしちやつたけど、なんとかもう一度機会をつくつてくれないか」と里見弴に言う。里見は心を鬼にして、「そんなこと何度やつたつて絶対に無駄だ、そのかはり、どちらが先かしらないけど、いざといふ時には必ず知らせるから」と言った。しかし鏡花の臨終の際は知らせが間に合わなかったという。
尾崎家の書生時代、石橋忍月のところへ使いに行った際に柿をもらい、紅葉への使いものと知らずに食べてしまって、後からいたく恐縮したことがあった。また「大福餅を買ってこい」と言われ、菓子屋に大福を売っているとは思ってもみなかった鏡花は、わざわざ遠くの露天へ行って屋台の安い大福を買ってき、紅葉に笑われたことがある。

## 中島敦
中島敦はエッセイ『泉鏡花氏の文章』の中で、次のように語っている。

## 人物・逸話

### 潔癖症
- 極度の潔癖症として広く知られており、多数の逸話がある。
  - 生ものは当然食べず、海老、蝦蛄、蛸などのグロテスクな見た目をしたものは火が通っていても絶対に口をつけなかった[7]。
  - ある時中華料理店で知らずに蛙肉の揚げ物を食べてしまい、「飛んだことをした」と慌てて宝丹（胃腸薬）を一袋丸ごと飲み干したことがある。
  - 酒はグラグラと煮立つまで燗をつけなければ絶対に飲まなかった[7]。
  - 貰いものの菓子は、たとえ大福や羊羹のような生菓子であっても必ずアルコールランプで焙ってから食べていた。
  - 手掴みで物を食べる際は、指が触れていた部分は必ず残して捨てていた。
  - 「豆腐」の文字が嫌いで、必ず「豆府」と書いた。ただし豆府そのものはむしろ好物であり[注 1]、鬆が立つまで煮込んだ湯豆府が特に好きだった。
  - 吉井勇・谷崎潤一郎と鳥鍋を囲んだ際、吉井・谷崎が「半煮えぐらいが美味い」と言って次々に鳥肉を引き上げてしまうので、火の通った物しか怖くて食べられない鏡花はなかなか肉にありつけず、終いには「ここから先は手を出すな」と鍋に箸で境界線を引いた。
  - 手元にいつでも鉄瓶を置いて湯を沸かしておかないと（＝煮沸消毒ができる状態でないと）不安がった。
  - 外出時はいつもアルコールランプ・五徳・小鍋を持ち歩き、一流料亭の懐石ですら全てごった煮にして食べていた。
  - 鉄道旅行中、茶を飲もうとして座席の上でアルコールランプで湯を沸かしていたら、別の乗客が「座席が燃えている」と勘違いして車掌に通報する騒ぎになったことがある。
  - お辞儀をする際、「畳に触れるのは汚い」という理由で手の甲を畳に付けていた。またその後は手洗いを欠かさなかった。
    - ただし信仰心は極めて篤く、神社仏閣の前では必ず土下座をしていたと伝えられる。

  - 狂犬病を恐れるあまり犬が嫌いになった。蛇も嫌いだったが、作品にはよく登場している。
  - 「ネズミが入って不潔だ」との理由から、食器棚は吊り下げ式のものを台所の天井に掛けて使用していた。
  - 自宅の階段の掃除をする際、お手伝いさんに一段一段別の雑巾を使うよう指示していた。
  - ヘビースモーカーであり煙管を使用していたが、吸い口を汚さないために妻の手製の専用キャップを愛用していた。

### 兎
- 酉年生まれであり、裏干支にあたる兎にちなむものを多数コレクションしていた。鏡花は「母親には『兎のものを大切にせよ』と教わった」と著書に記している。
  - 収集品は鏡花にとって大の自慢でもあり、東京日日新聞の『御自慢拝見』という欄に登場したこともある。
  - 鏡花の姪にあたる泉名月[注 2]が文学の道に進む最初のきっかけになったのは、鏡花が遺したおびただしい数の兎コレクションであったという。
  - 石川県金沢市が主催する泉鏡花文学賞の正賞として贈られる「八稜鏡」にも兎があしらわれている。

### その他
- 作家デビュー当時の筆名は『畠 芋之助（はたけ・いものすけ）』であった。
- 几帳面な性格であり、原稿は校正が終わったら必ず手元に戻し自分で整理保管していた。また原稿の大半は筆で書いていた。
- 鏡花作品の特徴の一つに「着物の描写がとても丁寧で細密なこと」が挙げられるが、これは三越婦人部の発行していたカタログ雑誌『時好』を知人女性から譲り受け、それを見て研究したものだという。鏡花自身はこれを紅葉に教えられた取材方法であると語っている。
- 文字の書かれたものを大切にすること甚だしく、「御はし」と書いてある紙製の箸袋程度でも大事にしまっておろそかにはしなかった。子供に字を教える際、畳の上などに空で書いたあとは必ず手で掻き消す仕草をしないと承知しなかったという。
- 泉家の家紋は笹竜胆であるが、尾崎紅葉にあやかって紅葉賀の図柄（香の図#源氏香の図項にある画像参照）を家紋代わりに使用していた。
- 著書の装丁および挿絵はほとんどを鏑木清方か小村雪岱が担当した。小村に『雪岱』という号を与えたのは鏡花である。
  - 彩色の好みもはっきりしており、紺色のような濃い色は嫌った。
  - 小村は『日本橋檜物町』[注 3]に「鏡花先生のこと」という回想録を執筆している他、鏑木も2006年に鏑木清方記念美術館刊で『鏑木清方挿絵図録 泉鏡花編』を出版している。

## 刊行作品集
- 『鏡花全集』 全28巻別巻1、岩波書店 - ほぼ全文業を収める。
- 『鏡花小説・戯曲選』 全12巻、岩波書店 -「全集」の版型を用いる。
- 『新編 泉鏡花集』 全10巻別巻2、岩波書店、2003 - 2005年
別巻1は『全集』未収録の文集など、別巻2は吉田昌志[8]による詳細年譜を収録。
- 『新日本古典文学大系 明治編20　泉鏡花集』 岩波書店、2002年
東郷克美、吉田昌志による詳細な校注で明治期の5作品を収録。
- 『明治の文学 第8巻　泉鏡花』 筑摩書房、2001年 - 四方田犬彦編・解説
- 『泉鏡花集成』 ちくま文庫 全14巻、1995 - 1997年 - 種村季弘編・解説
- 『鏡花幻想譚』 河出書房新社 全4巻、1995年 - 底本は春陽堂版全集
- 『泉鏡花セレクション』 国書刊行会 全4巻、2019 - 2020年
順に 龍蜂集、銀燭集、新柳集、雨談集。小村雪岱装丁・澁澤龍彦編・山尾悠子解説

## 作品解題
- 『冠彌左衛門』（1893年、京都日出新聞）小説
舞台は鎌倉長谷。村人から田畑を騙し取った分限者石村五兵衛、石村と結託して主君相模守を幽閉し、実権を握った執権岩永がこの小説の悪役となっている。そして石村に抵抗して刑死した義民鋭鎌利平（とがまりへい）と妻渚の子が霊山卯之助（りょうぜんうのすけ）、卯之助を助ける伝法肌の親分が猿の伝次（ましらのでんじ）、卯之助に想いを寄せる餅屋の娘が小萩、卯之助と伝次の助力をする仏師が冠彌左衛門で、彼らが百姓たちの同心を得て一揆を起こし、その力で石村・岩永らを打ち倒すのである。そのほかに相模守の忠臣で岩永・石村らの陰謀を暴こうとして獄死する沖野新十郎や無残な拷問で死亡するその妻浪などが登場する。
- 『活人形』（1893年、探偵文庫）小説
財産横取りを企む赤城得三らに拉致・監禁された美人姉妹の下枝（しずえ）と藤を探偵倉瀬泰助が救出するという筋立ての探偵小説である。姉妹が監禁された古屋敷（舞台は前作と同じく鎌倉長谷）には人形に仕掛けられた隠し部屋や廊下があり、それが謎を解く鍵になっている。
- 『金時計』（1893年、博文館）小説
鎌倉長谷に別荘を構える外人アーサー・ヘイゲンが紛失した金時計を探した者に賞金100円を与えると広告する。それに応じて集まった住民が金時計を探すために別荘周辺の雑草をすべて刈り取ってしまうが、これはヘイゲンが別荘周辺を金をかけずに美化するための悪巧みで実は金時計を落としてはいなかったのである。これはヘイゲンの日本人蔑視から起きたことで、これに義憤を感じた少年がスリを使ってヘイゲンから金時計を盗み、これをヘイゲンに100円で買い取らせ、住民に分け与えてあげるのである。
- 『大和心』（1894年、博文館）小説
外人エチ・スタルデンが車馬禁制の金沢神社（金沢市）の境内を乗馬のまま通行し神官に怪我を負わせてしまう。これを日本蔑視と憤った少年健児は、姉の雪野にスタルデンの肖像を描いてもらい愛犬の飛龍にこれを襲撃させる訓練を行う。ある日、健児は金沢郊外で偶然スタルデンに出会い言い争いとなり、スタルデンを襲った飛龍はスタルデンの短銃で撃たれてしまう。療治の結果、飛龍は一命をとりとめるが、スタルデンは飛龍に喉を噛み切られ死んでしまう。
- 『予備兵』（1894年、読売新聞）小説
日清戦争開戦で狂躁な忠君愛国の風潮が高まる中、その浮薄な世相に付和雷同しようとしない医学生・風間清澄は養母の直子に勘当され壮士から集団暴行を受ける。そして風間の理解者である陶得道が娘の円（まどか）を風間に娶わせようとした矢先、風間は突然出征してしまう。実は風間は狂躁な風潮には反発していたが、心中密かに国に報じる強い意志を持っていた。そして彼は壮絶な戦病死を遂げるのである。
- 『海戦の余波』（1894年）小説
出征中の海軍士官を父に持つ千代太は毎日父を慕って海に行っていたが、ある日時化で難破した船を救助するために千代太は漁師たちと海に乗り出したところ、事故に遭い意識を失う。夢の中で支那人たちと争ったり鯨に案内され竜宮城にたどり着き姫君に会う。すでに戦死していた父にも会うことができるが、やがて夢から覚めて千代太は病床で息を吹きかえすのである。
- 『譬喩談』（1894年）小説
自分の思い通りに学問をしない一人息子を勘当し、機転を利かせて働く妻や下男や下女を自分の命令に従わないと誤解して家から追い出してしまった男は、自分の命令どおりに動き勝手に気を利かせない小僧を雇うが結局「気の利かないやつだ」と言って追い出してしまう。そして以前の妻・下男・下女と暮らすようになるのである。
- 『義血侠血』（1894年、読売新聞）小説
越中高岡から倶梨伽羅下石動の建場までを走る乗合馬車の御者・村越欣弥は人力車との駆け比べの挙句、行き掛かりで水芸人滝の白糸（水島友）と一頭の馬に相乗りすることになった。何日かあと、金沢で興行していた白糸は浅野川の天神橋で、駆け比べが原因で馬車会社を首になった欣弥と再会する。そのとき欣弥の向学の志を知った白糸は、持ち前の鉄火肌の義侠心から学資の提供を申し出、欣弥もそれを受け入れる。しかし、水芸人の収入が不安定なこともあって仕送りに窮し、白糸は金主から100円の前借をする。その前借金を出刃打ち芸人に強奪され、前途に絶望した白糸は欣弥への仕送りの約束を違えまいとの一心で出刃打ちの残していった出刃で富裕な老人夫婦宅に押し入り、現金を強奪して夫婦ともども殺してしまう。裁判では凶器の出刃が証拠になって、強盗殺人の犯人として出刃打ち芸人が疑われるが、偶然学業を終え検事となって乗り込んできた欣弥の前で白糸は真実を告白して死刑を宣告される。そしてその宣告のあった夕べに欣弥も自殺してしまうのである。本作は舞台・映画となった「滝の白糸」の原作である。
- 『乱菊』（1894年）小説
加賀藩主前田重教を隠居させ、弟の大音（おおと）の君を殺害し、将軍連枝を跡継ぎにすべく送り込まれた刺客乱菊は豪胆な気質を藩主に認められ藩主の母（産みの母ではない。藩主は妾腹）実貞院付きの腰元となる。一方、同じ使命を与えられた刺客丈助は藩の弓指南・吉田大助にやはり豪胆な気質を見込まれ仕えるようになる。やがて乱菊は大音の君の美しい姿に迷い相思の仲となるが、それに嫉妬した実貞院一味に散々虐待される。やがて本来の刺客の使命に立ち返った乱菊は大音の君を毒殺する。
- 『鬼の角』（1894年）小説
慈悲深い商家の隠居がおしゃべりでひょうきんな小僧と散歩中に、節分の豆まきで追われた鬼が小僧と突き当たって角を落とす。その角を拾った隠居は鬼のような人間に豹変し、角を落とした鬼は慈悲深い鬼となってしまう。やがて冥界から鬼たちが角を奪い返しにきて隠居は元の慈悲深い人に返る。
- 『取舵』（1895年）小説
富山の伏木から直江津に向かう乗合船に乗った盲目の老人は善光寺詣でにいく途上で、誰から見ても一人旅は無謀と思われた。やがて直江津に船が着き艀で上陸しようとした矢先、一天にわかに掻き曇り艀は沖に流されそうになる。そのとき件の老人は豹変し「取舵！」と叫びつつこの苦難を乗り切ってしまうのであった。彼こそはかつて銭屋五兵衛の手下で北海の全権を握っていた磁石の又五郎であった。
- 『聾の一心』（1895年）小説
金銀細工の名人聾の一心は悪性の肉腫に身体を蝕まれ余命いくばくもない状態であった。彼はある金持ちの依頼で金無垢の亀を作ろうと蝋型まで仕上がったが、ついに「亀が死んだ」と切歯しつつ息絶えてしまう。
- 『秘妾伝』（1895年）小説
柴田勝家の忠臣毛受（めんじゅ）勝助家照の妹小侍従の物語である。柴田勝家は自家滅亡の瀬戸際に忠臣の血を絶やすまいと朋友の前田利家に小侍従の身を預ける。小侍従は、たまたま利家のもとにやってきた豊臣秀吉の命を狙い失敗するが、秀吉からその豪胆さが賞され勝家の助命が認められる。小侍従は勝家にそれを伝えるために北ノ庄城に向かうが勝家自刃に間に合わなかった。時は移り、小牧・長久手の戦いが始まり徳川家康に呼応した佐々成政が大軍で能登国の末森城（利家の支城）を攻撃してくる。落城寸前にまで追い詰められるが小侍従の活躍と利家の猛反撃に遭って成政は退却した。その後、小侍従は利家の妾となり利常を産む。
- 『夜行巡査』（1895年、文芸倶楽部）小説
深夜、老人とその姪お香が知人の婚礼からの帰途についていた。老人は昔、お香の母親に想いを寄せていたが自分の兄弟に奪われてしまい、今でもその恨みを忘れられず、お香の恋を邪魔することでその恨みを晴らそうとしていた。お香の恋の相手は巡査・八田義延で、彼は職務に厳正で残忍苛酷なほどであった。八田は巡回の道すがら偶然老人とお香に邂逅し、老人が足を滑らせて濠に落ちたのを見ると泳ぎができないにもかかわらず、職務だといって濠に飛び込み水死してしまうのであった。
- 『旅僧』（1895年）小説
越前敦賀から加賀金石に向かう汽船に、船頭たちが不吉と嫌う「一人坊主」の旅僧が乗っていた。乗客たちも船頭同様であったため、それならと旅僧は船から身投げしてしまう。驚いた船客たちはこの旅僧を救助し、一転して徳の高い僧侶と尊ぶようになる。旅僧は乗客たちに信仰の大切さを説くのであった。
- 『外科室』（1895年、文芸倶楽部）小説
貴船伯爵夫人は胸部切開の外科手術を受けることになったが、自らの秘めた愛を口走ることを恐れ麻酔をかけられることを拒み、手術中にメスで自らの胸を突き死んでしまう。そして手術にあたった高峰医学士もまもなく自殺してしまう。2人は9年前に躑躅満開の小石川植物園で出逢い恋に落ちていたのであった。本作は同じ題名で映画化されている。
- 『妙の宮』（1895年）小説
妙の宮という小社で少年士官は懐中時計を何者かに奪われ、その時計を社の勾欄に緋縮緬の扱きで結わえられた幼児が持っていたという幻想的な情景を描いている。
- 『鐘声夜半録』（1895年）小説
金沢兼六園で夜半に見かけた美女は押絵刺繍の職工で吉倉幸、かつて幸の家の前で偶然雨宿りして知り合いになったのが女学校教師の近藤定子であった。幸は老父を養う生活苦から、定子の紹介で宣教師ハレスの依頼する「怪しからぬ」絵柄の刺繍を作ってしまう。しかしこれを国辱として恥じた幸が自殺を決意したことを知った定子は責任感から自決、幸も国士篠原勧六が命を擲って刺繍をハレスから取り返してくれたが自らも命を絶ってしまう。
- 『貧民倶楽部』（1895年）小説
毎晩新聞探訪員お丹が上流階級の虚偽虚飾を暴いていく物語。上流夫人らの主催する貧民救済をうたった婦人慈善会の内幕、深川子爵未亡人綾子の不倫を察知した小間使お秀殺害事件、外面菩薩・内面夜叉の駿河台の御前による嫁いびり事件などが描かれている。
- 『黒猫』（1895年）小説（一部を欠いている）
黒猫を寵愛する裕福な士族の娘お小夜は、出入りの座頭富の市が「お小夜の寵愛する黒猫になりたい」などと口走り、お小夜への妄執を募らせていくのが疎ましくてならなかった。一方、年下の貧乏画家・二上秋山に想いを寄せる髪結のお島は、秋山がお小夜に心を奪われているのを告白され、秋山をわがものとするため富の市にお小夜を襲わせた。しかし、このときお小夜も秋山に惚れていることを知ると、お島は義侠心から一転してお小夜を守るため富の市を殺害したうえで自決し、秋山とお小夜を添い遂げさせようとした。晴れて秋山とお小夜は結ばれることになったが、お小夜は今まで寵愛していた黒猫が富の市の化身のような気がして気味悪く、黒猫もお小夜に恨みをもつような素振りをみせたため、ついには刺殺されてしまった。
- 『ねむり看守』（1895年）小説
病身の妻と乳呑児を抱え、貧に迫られ店立てをくい飢えと寒さに迫られたあげく、男が一瓶の牛乳を盗み懲役囚になった。この話を看守が一群の囚徒に語りながら、自分はこの話を思うと厳しく囚徒を監視する気になれず、つい居眠りしてしまうのだという。
- 『八万六千四百回』（1895年）小説
柱時計の振り子が果てしない労働に飽いて突然止まってしまう。文字盤、長針、短針、歯車、ぜんまいたちは驚き、とりわけ文字盤は振り子の説得に努め、それが功を奏してまた振り子は仕事を始めた。
- 『化銀杏』（1896年、青年小説）小説
14歳のときに家庭の事情から29歳の西岡時彦としぶしぶ結婚したお貞は、何年経っても夫に好意を持てないことを、同宿の美少年でお貞が憎からず思う水上芳之助にこぼすのであった。夫は一切遊びをしない真面目人間だが、風采は「チョイトコサ」と呼ばれていた飴売りにそっくりで皆からからかわれ、幼い息子も夫に一向になつかない。夫はやがて肺結核で死期が近づくと、「死んでくれたらいい」と願うお貞のこころを見抜き、そう思うなら自ら罪人となる覚悟で自分を刺し殺せとお貞に迫った。今でも金沢のある旅館には狂人となったために罪を免れた銀杏返しに髪を結ったお貞が日の当たらない暗室内に生きているという。
- 『一之巻』（1896年）小説
（墓参）14歳の上杉新次は亡き母の墓参りに行き、誰かのいたずらで墓石が倒されているの見つけ、何とか立て直そうとしているとき時計屋深水の娘お秀という女性に会う。（彫刻師）お秀の命令で墓石を立て直した男が、新次の父で彫刻の名人長常のもとを訪ねてきて、お秀が以前に注文してあった指環を完成させてほしいと頼みにくる。（紅白）新次が完成した指環を持って深水の家に行き、お秀に会い、紅白の牡丹の形の打物（干菓子）を土産にもらう。（学校）新次の学校の英会話教師ミリヤアドは米人の若い女性で、新次の同級生に28、9歳の盲人の富の市がいた。（秀）お秀に会ってからは、彼女に心奪われ、学業が疎かになっていることをミリヤアドに叱責され、富の市に嘲笑される。学校の帰り道に深水の家の下女がお秀が花をあげたいと言っていると告げにくる。（花）亡き母が臨終間近に夢うつつに花を手折って子に与えようとしたことを思い出して、お秀の心は亡き母の心と同じだと思う。深水の家を辞去するとき、入れ替わりに富の市が親しげに深水を訪ねてきたのに不快感を持つ。（将棋）深水の家でお秀と将棋に興じていると富の市も訪ねてくる。新次が将棋でお秀に負けそうになると、富の市はお秀の歓心をかうためにわざと将棋に負けてみせると嘲笑する。
- 『二之巻』（1896年）小説
（苺）新次は富の市に嘲笑されたことが恥ずかしく学業も手につかない。宣教師などの参観者がいるミリヤアドの大切な授業で新次は指名されるが答えられず、かわって富の市が「苺」という適切な答えをする。（神婢）学校を辞め病気で臥せっている新次のもとにミリヤアドの家にいる操が見舞いに来て、ミリヤアドも学校を辞めたことを伝えた。そして苺を盛った籠とミリヤアドの手紙を置いていく。（はなれ駒）橋の袂で近所の子供らに新次がいじめられていると、たまたま馬に乗って通りかかったミリヤアドに助けられた。（留針）このとき、ミリヤアドの馬が子供の一人に怪我を負わせたことが問題となり、ミリヤアドは東京に去ることになった。その送別会でミリヤアドは留針で新次の歯痛を治してくれた。（影法師）将棋で富の市に嘲笑されて以来、深水の家を訪ねなくなったが、夜陰に乗じてその近所まではしばしば出かけた。ある夜、深水の家に近づくと障子に大きな頭と鼻と唇の影法師が映り、それが富の市とわかった瞬間に新次は夢から醒めた。（山鳩）ミリヤアドから学資は援助するから上京せよという手紙が来て、別れを告げるため久方ぶりに深水の家を訪ね、お秀に会う。そのとき山鳩の飾りをつけた大きな柱時計の前でお秀は山鳩の鳴くまねをしてみせた。
- 『三之巻』（1896年）小説
（銀鵞）新次の弟が彫刻師の父に連れられて、お秀の嫁ぎ先である紫谷家にある銀の鵞鳥の置物を見にいき、お秀と会う。（黒淵）新次が病を得て帰郷し紫家の裏手にある川沿いの道・黒淵を歩いているとき、富の市の姿を見かけた。かつて山鳩の飾りをつけた大きな柱時計の前でお秀と会ったあと、なかなか上京の決心がつかないとき富の市からお秀の嫁入りを突然聞かされたのであった。（燈籠）新次は亡き母の墓参りをして僧に墓経を読んでもらい3つの燈籠に火を点じたのであった。（山颪）燈籠のうちのひとつは紫家に嫁いだお秀の供えてくれたもので、山颪に燈籠の火が揺れているのであった。
- 『四之巻』（1896年）小説
（こだま）新次は墓参の帰りの夜道で何者かに誰何されているとき、操に再会した。（有明）山の上のほうからお秀が自分を呼ぶ声がしきりに聞こえるが操は返事をしないように言う。やがてその操が富の市に変わり、お秀を捉えてそのまま谷底へ落ちていく。そのとき、有明の月明かりの中に母の姿が見えて、夢から醒めた。（柴垣）新次は紫谷家の柴垣伝いの近所の医者に通っていたが、そこでお秀の息子新三郎の薬瓶を偶然見た。薬局で聞くと、新三郎の病気はすでに快癒し、今はお秀が病気がちと聞いた。（几帳）深水家の元奉公人友吉からお秀の病気の原因が富の市であることを聞く。富の市はもともと自分が良家の跡取りであることをかさにきて、お秀に想いを寄せ執念深く毎日のように紫谷家に上りこんでいるのであった。（三日月）お秀の子新三郎が乳母に連れられ友吉の家にやって来て新次と偶然会う。新三郎は三日月の様に母親の病気平癒を祈るのであった。
- 『五之巻』（1896年）小説
（山桜）ミリヤアドが教室で生徒に山桜の色を質問すると、大和魂という答えが返ってきて、その答えを認めないミリヤアドと生徒とでもめたのであった。（女浄瑠璃）ミリヤアドは美人なので、授業を受けるのは女浄瑠璃を聞きにいくようなものだという評判がたっていた。（なざれの歌）新次は上京したあと、ナザレの歌を歌う教会の催しに参加して、そこで偶然ミリヤアドに再会した。（翡翠）ミリヤアドは参加者の要望で渋々オルガンを弾きながらナザレの歌を歌った。そして参加者からの翡翠の贈り物も受け取らず新次とともに会場をあとにした。
- 『六之巻』（1896年）小説
（卯月朔日）ミリヤアドは学校での自分の境遇を考えると病気がちになってしまった。新次は卯月朔日がエイプリルフールであることに気づき、ミリヤアドを元気づけるために牛乳と偽って塩を入れた米の研ぎ汁を飲ませるという悪戯をした。（みなし児）その夜、ミリヤアドの家に行くと、長襦袢に扱きという姿でミリヤアドが突然現れ、エイプリルフールの仕返しをされた。ミリヤアドの父は米国人で日本人の母を残しミリヤアドだけを連れて帰国して、それ以来母は行方知れずになっていた。（袖の雨）ミリヤアドと同居人の高津は、自分らの不遇を嘆き、袖に落涙するのであった。（母上）ミリヤアドは長襦袢を着たまま、自分を新次の母親と思ってよい、今日はエイプリルフールだから自分が新次の母親だという嘘にだまされなさいと言った。（坂の下）高津がもってきた菓子を新次が一口食べると、それは綿を細工したもので菓子ではなくエイプリルフールの仕返しをまたされてしまう。その後、ミリヤアドの病気が急に悪化し高津が医者を呼びに行った。
- 『誓之巻』（1897年）小説
（団欒）ミリヤアドの病気も快方に向かい、新次や高津とともにひとときの団欒を楽しみ、新次は一時帰郷した。（石段）ミリヤアドの病状が再度悪化し、医院に通う石段を上るのに難渋するようになったので、新次は急遽上京した。（菊の露）新次は高津からミリヤアドの深刻な病状を聞いた。高津は高熱で舌が乾いたミリヤアドに菊の露でも飲ませてあげたいと言うのであった。（秀を忘れよ）高津は、危篤状態のミリヤアドを安心させるためにお秀のことを忘れるとミリヤアドに誓えと言った。（東枕）東枕で臥せっているミリヤアドに会った。（誓）ミリヤアドは亡き母のであるかのように、新次にお秀を忘れ勉学に励むように誓えと言うのであった。
- 『蓑谷』（1896年）小説
蓑谷の蛍には美しい女神の主がいるから狩ってはならないという。少年はあるとき女神と思われる美しい姫君がくれようとした蛍をあくがれ追ったのであった。
- 『五の君』（1896年）小説
高崇寺には旧藩主菅氏の第五の姫香折が養われていた。学校の習字の時間に貧しい子に手持ちの墨を半分に折って与えた。寺の池の鯉が勢いよく跳ねて、それを鼬が食おうとすると池に飛び込んで鯉を救った。寺で写経をしているときに部屋に入ってきた虫がうるさいので腰元が捕ったが、虫の怨念のためか病気になってしまった。寺に闖入してきた屑屋を嫌い羽子板で突き倒してしまったが、それを悔いて自ら屑屋のもとに謝罪に行った。
- 『紫陽花』（1896年）小説
夏の日、神社の境内で貴女が美少年の氷屋から氷を買うが、鋸が炭屑で汚れていたために氷が汚く、貴女は承知しない。次々に氷を切らせているうちに最後に豆粒大の氷となり、少年は貴女を引き立ててそれを紫陽花の色が映っている貴女の口に与えるのであった。
- 『琵琶伝』（1896年、国民之友）小説
- 『海城発電』（1896年、太陽）小説
- 『毬栗』（1896年）小説
- 『龍潭譚』（1896年）小説
幼児千里は丘で美しい毒虫を追ううち刺されて醜い顔になる。道に迷い、鎮守の社で「かたい」の子らと遊ぶがおいてけぼりをくらい、探しに来た姉からも人違いをされる。姉を追いかけ、気を失った千里は九ッ谺という山奥の谷で助けられ美しい女に添臥される。
- 『照葉狂言』（1896年、読売新聞）小説
（鞠唄）母を亡くし叔母と住んでいる14歳の少年貢の家から広岡の姉上と慕う女性の家にかけて青楓が茂っていた。少年は近所の小母さんに鞠唄を教える代わりに継子いじめの御伽噺をしてもらって激しく泣いた。その声に驚いた広岡の姉上が見にきてくれたが、彼女も継母に養われていた。（仙冠者）貢の住むところは金沢の乙剣の宮の近くで仕舞家の並ぶ閑静な場所であった。広岡の姉上の家は宮と垣根越しになっていたため、そこでしばしば顔をあわせた。宮の近くに住むガキ大将の国麿は一緒に遊ぶことを貢に強要し、仙冠者牛若三郎の役をやれと言う。（野衾）貢は母の死後、しばしば町外れの観世物小屋に通い、かつて牛若に扮したことのある小親という女能役者に心をひかれた。偶然、木戸で小親に会うと小親は貢を袖で覆い頬に接吻したが、貢にはそれがあたかも野衾に襲われたように思われた。そして小親の好意で桟敷に座布団を敷いてもらい菓子をもらって舞台を観ていると、小親も桟敷に来て貢にそっと頬擦りするのであった。（狂言）貢は偶然観世物小屋で国麿に会い、国麿は女能役者など乞食同然とののしった。そこに来合わせた小親は貢が女狂言を無心で楽しんでくれるのが芸人冥利に尽きるのだと国麿に言った。（夜の辻）小親が貢を家に送っていき、広岡の姉上と会った。そして博打好きの貢の叔母たちが警察に連行される現場に出くわしてしまった。（仮小屋）叔母が捕まったあと、小親に養われ芸を仕込まれた貢は8年後に金沢にやってきた。金沢に洪水があったためにいま観世物の仮小屋は広岡の姉上の家の裏手にできていた。（井筒）貢は広岡の継母の話で姉上が金のために養子をもらい、その養子に大層いじめられていることを知った。そしてその養子が小親に思いを寄せているので小親に彼を誘惑させて、それを理由に養子を離縁して姉上を自由にしようと貢は考えた。（重井筒）小親は持病のリュウマチが発病し、自らの行く末をはかなみ、貢の考えどおり自分が養子を誘惑して犠牲になろうと思った。（峰の堂）貢は姉上は救いたいし小親は犠牲にできないというデイレンマに悩み、やがて峰の堂に辿り着き、そこから行方知れずの旅に出るのであった。
- 『化鳥』（1897年、新著月刊）小説
豪邸の奥方として裕福な暮らしをしていたころ、母はある日猿回しの老人に出会った。老人は世間の冷たさを恨み、猿を土手に残して去る。猿も同然の人々だから同じ仲間である猿を餓えさせることはあるまいと。そのとき母の胎内にいたのが少年廉である。
- 『辰巳巷談』（1898年、新小説）小説
- 『笈ずる草紙』（1898年、文芸倶楽部）小説
- 『通夜物語』（1899年、大阪毎日新聞）小説
- 『湯島詣』（1899年、春陽堂）小説
- 『高野聖』（1900年、新小説）小説
旅の車中で「私」と知り合った僧侶宗朝が敦賀で若き日の出来事を語る。行脚のため飛騨から信州へ峠越えをしたときのこと、先を行く薬売りの男が危険な旧道へと進んだのでこれを追うが、蛇に行く手を阻まれ山蛭の森に迷い込む。たどり着いた山中の孤家には美しい女とその亭主とされる白痴の少年が住んでいた。少年は天才的な能力を持ち、女もまた霊力を持っていた。
- 『註文帳』（1901年、新小説）小説
吉原の剃刀研ぎ職人の五助は、毎月十九日の仕事を避けていた。十九日という日は、請け負った剃刀のうちひとつがなくなり、廓の思わぬところに現われたからである。鏡研ぎ職人の作平が明かすところによれば、陸軍少将松島主税が若いころ、遊女お縫に剃刀で首を突かれ、その返す手でお縫は自害、この心中騒ぎがあったのが十九日だったという因縁がある。
- 『柚屏風』（1901年、新小説）小説
- 『起誓文』（1902年、新小説）小説
- 『風流線』（1903年、国民新聞）小説
- 『紅雪録』（1904年、新小説）小説
- 『銀短冊』（1905年、文芸倶楽部）小説
- 『春昼』（1906年、新小説）小説
先先月より逗子に一室を借り自炊するという散策子が春の日中をぶらぶら歩きに出たのは、停車場開きの祭礼の日の騒々しさを避けてのことだった。途中、ある二階家に蛇が入り込んだのを見て野良仕事の老爺にその家へ用心するように言う。たどり着いた岩殿寺の柱に「うたゝ寐に恋しきを見てしより夢てふものは頼みそめとき――玉脇みを」と書かれた懐紙を見つけ、昨年寺に逗留した客人の「みお」なる夫人への恋慕の顛末を住職より聞かされる。
- 『春昼後刻』（1906年、新小説）小説
寺よりの帰途、散策子を待っていたのは玉脇みお、すなわち蛇への用心を言伝された家の女主人だった。女は散策子によく似た男への悲しい気持ち、もの狂わしい「春の日中の心持ち」を吐露。女の手帳には△☐○が書き散らしてあり、散策子は蒼くなる。
- 『婦系図』（1907年、やまと新聞）小説
ドイツ文学者の早瀬主税は恩師の酒井俊蔵に隠して芸者であったお蔦と結婚していた。その酒井の娘の妙子に静岡の名家の息子・河野英吉との縁談が持ち上がる。河野家は妙子の素行調査で主税のところにも来るが、その高圧的な態度に怒った主税はこの縁談を壊そうとする。しかしその結果、彼がお蔦と結婚していることが酒井の知るところとなり、酒井によって2人は別れさせられてしまう。それに続いて偶然巻き込まれたスリ事件に絡んで早瀬は勤め先をクビになってしまった。
- 『草迷宮』（1908年、春陽堂）小説
亡き母が唄ってくれた手毬唄の郷愁を胸に、迷宮世界を彷徨する物語。
- 『白鷺』（1909年、東京朝日新聞）小説
- 『歌行燈』（1910年、新小説）小説
恩地喜多八は能のシテ方宗家の甥であったが、謡の師匠宗山と腕比べを行い自殺に追い込んだために勘当される。宗山には娘お三重がいだが、親の死によって芸者となっていた。肺を病み流浪する喜多八は偶然お三重と会い、二度と能をしないとの禁令を破ってお袖に舞と謡を教える。
- 『三味線掘』（1910年、三田文学）小説
- 『三人の盲の話』（1912年、中央公論）小説
- 『稽古扇』（1912年、中央新聞）小説
- 『夜叉ヶ池』（1913年、演芸倶楽部）戯曲
大学教授の山沢は偶然越前の琴弾谷を訪れ、旧友の萩原と再会する。彼は村娘の百合と結婚し、古い鐘撞堂で暮らしていた。萩原は近くの夜叉ヶ池に住む龍神様の怒りを鎮めるため日に三度鐘を撞かねばならないので、その役目を先代の堂守から引き継いだのだという。
- 『海神別荘』（1913年、中央公論）戯曲
時は現代。一人の美女が、人柱として海神の世継ぎである公子の妻となるべく使わされた。美しい別荘内で美女は故郷を思い、そして公子の制止を振り切り陸へと戻る。しかし陸ではすでに彼女は蛇となっており、家族や友人にも見分けられず泣きながら別荘へと帰る。泣き続け、公子を恨む美女に対し公子は怒りを覚え、斬らんとするが、最後は和解しめでたく結ばれる。
- 『日本橋』（1914年、千章館）小説、のち戯曲
葛木晋三は雛祭りの翌日の夜、一石橋からさざえと蛤を放す。その振る舞いを怪しむ巡査の尋問にあうところ、現われた芸者お孝がその場をとりなす。雛に供えたものを放生することは葛木の姉の志であった。姉は、親を早く失った貧しさからひとの妾となって葛木が医学士となるのを援助、今はしかし弟を避けて失踪している。姉を求める葛木は姉そっくりの芸者清葉に想いを寄せるが、旦那のいる清葉は色々な義理があるため葛木の恋を退ける。
- 『夕顔』（1915年、三田文学）小説
- 『天守物語』（1917年、新小説）戯曲
時は封建時代で、ある城の天守閣。自害し、死後何度も洪水を起こした妖しい夫人富姫は魔のものとなっている。地方（猪苗代）から魔のものの亀姫が遊びに来訪したりする。富姫は土産として春日山城主の生首をもらい、おかえしに白鷺城の城主の白鷹を送る。主君の命令により、その鷹を探しに天守閣を上ってきた鷹匠姫川図書之助は、姫より城の家宝である兜を授かって帰るが、かえって城中で兜を盗んだ嫌疑を受け、天守に逃げ戻る。恋に落ちる富姫と図書之助。そして事態は思わぬ方向へ。
- 『由縁の女』（1919年、婦人画報）小説
亡き父母の墓を移すため、東京に妻・お橘を残して故郷・金沢へ向かう禮吉。そこで、放っておけば墓が取り壊されると手紙をくれた、はとこのお光と再会し、過去の思い出に浸る。その後、禮吉の昔の馴染で、禮吉が川へ落とした煙管の夢を見たという露野とも再会し、彼女が地元の権力者・大郷子のもとで悲惨な生涯を送っていることを知る。一時的に大郷子からかくまうため、露野の乳母のもとへ送り届けるが、このことを大郷子は姦通と騒ぎ立て、禮吉の帰京を邪魔する。一方、禮吉から墓の移動を託されたお光は、向山の墓前でやはり大郷子一味に襲われていた。大郷子との一件はついに部落騒動へと発展したものの、一時落ち着きを取り戻す。ある夜半、露野と2人で出歩く禮吉はそこで、初恋の人・お楊と遭遇するも、斑猫の毒に体を冒されていたお楊は、禮吉ほか、他人へ醜い顔を見せることを拒絶していた。その場は一度退いた禮吉だが、決心し、お楊がいる場所で、かつ亡き母との思い出の地である魔所・白菊谷を目指す。見事、お楊との再会を果たすも、顔を見ることは叶わず、お楊を守護していた白痴の男・甚次郎に襲われ絶命する。禮吉とその亡き父母の骨を東京に持ち帰るお橘は、汽車の中で涙する。
- 『眉かくしの霊』（1924年、苦楽）小説
境賛吉は木曽の奈良井に宿をとった。出された鶫料理を堪能しつつ、鶫料理を食べて口を血だらけにした芸者の話を思い出す。
- 『木の子説法』（1930年、文藝春秋）小説
- 『貝の穴に河童が居る』（1931年、古東多万）小説
- 『菊あはせ』（1932年、文藝春秋）小説
- 『斧琴菊』（1934年、中央公論）小説
- 『お忍び』（1936年、中央公論）戯曲
- 『薄紅梅』（1937年、東京日日新聞、大阪毎日新聞）小説
作中の人物の「お京」と「野土青鱗」は、鏡花と同じく尾崎紅葉門下生であった北田薄氷とその夫梶田半古が、それぞれモデルとなっている。
- 『雪柳』（1937年、中央公論）小説
- 『縷紅新草』（1939年、中央公論）小説

## 映画化作品
- 滝の白糸
  - 1933年版（新興キネマ、溝口健二監督）出演・入江たか子、岡田時彦
  - 1946年版（大映、木村恵吾監督）出演・水谷八重子、夏川大二郎
  - 1952年版（大映）出演・京マチ子、森雅之
  - 1956年版（大映）出演・若尾文子、菅原謙二
- 婦系図
  - 1934年版（松竹）出演・田中絹代、岡譲二
  - 1942年版（東宝）出演・長谷川一夫、山田五十鈴
  - 1955年版（大映）出演・鶴田浩二、山本富士子
  - 1959年版（新東宝）出演・天知茂、高倉みゆき
  - 1962年版（大映）出演・市川雷蔵、万里昌代
- 歌行燈
  - 1943年版（東宝）出演・花柳章太郎、山田五十鈴
  - 1960年版（大映）出演・市川雷蔵、山本富士子
- 日本橋
  - 1929年版（日活、溝口健二監督）出演・岡田時彦、梅村蓉子
  - 1956年版（大映）出演・淡島千景、山本富士子、若尾文子
  - 2014年 シネマ歌舞伎 グランドシネマ版（松竹）出演・坂東玉三郎、高橋恵子、松田悟志
- 折鶴お千（1935年、松竹）出演・山田五十鈴、夏川大二郎
- 白夜の妖女（1957年、日活）出演・月丘夢路、葉山良二、滝沢修
- みだれ髪（1961年、大映）出演・山本富士子、勝新太郎
- 夜叉ヶ池（1979年、松竹）出演・坂東玉三郎、加藤剛、山﨑努
- 陽炎座（1981年、日本ヘラルド映画）出演・松田優作、大楠道代、加賀まり子
- 草迷宮（1983年、東映）出演・三上博史、伊丹十三
- 外科室（1992年、松竹）出演・吉永小百合、加藤雅也、鰐淵晴子
- 天守物語
  - 1995年版（松竹）出演・坂東玉三郎、宍戸開、宮沢りえ
- 高野聖
  - 2012年 シネマ歌舞伎版（松竹）出演・坂東玉三郎、中村獅童
- 海神別荘
  - 2012年 シネマ歌舞伎版（松竹）出演・坂東玉三郎、市川海老蔵

## 舞台化作品
- 天守物語

ページ　参照
- 夜叉ヶ池 (戯曲)

ページ　参照
- 海神別荘
  - 1980年版（博品館劇場、辻村ジュサブロー脚本・演出・美術）声の出演・平幹二郎、吉田日出子
  - 坂東玉三郎版については、海神別荘ページ参照

## アニメーション化作品
- 『天守物語』（2006年）名倉靖博 キャラクターデザイン・コンセプトデザイン・総作画監督

フジテレビ系列「ノイタミナ」枠の「怪 〜ayakashi〜」にて全4話で放送された。坂元裕二脚本によるリテリング作品。

## 漫画化作品
- 波津彬子『鏡花夢幻』 朝日ソノラマ、1995、白泉社文庫、2000、「選集 第1巻」朝日新聞出版、2017

『天守物語』、『夜叉ヶ池』、『海神別荘』を収録
- わたなべまさこ『夜叉ケ池―わたなべまさこ恐怖劇場 4』 双葉文庫、2004

『夜叉ヶ池』、『高野聖』、『註文帳』を収録
- 波津彬子『幻想綺帖　一』 白泉社文庫、2016

『雪訪い』（原作：『第二菎蒻本』）、『化鳥』を収録

## 絵本化作品
- 泉鏡花作、中川学画、東雅夫監修 『絵本 化鳥』 国書刊行会、2012
- 泉鏡花作、中川学画 『朱日記』 国書刊行会、2015
- 泉鏡花作、山村浩二画、アダム・カバット校注・解説『絵草子 月夜遊女』 平凡社、2017
- 泉鏡花作、ホノジロトヲジ画 『外科室』 立東舎、2018
- 泉鏡花作、中川学画 『榲桲に目鼻のつく話』 河出書房新社、2019
- 泉鏡花作、金井田英津子画 『絵本の春』 朝日出版社、2020
- 泉鏡花作、しきみ画 『夜叉ヶ池』 立東舎、2022

## 音楽化作品
- 香月修『オペラ・夜叉ケ池』 2013年 新国立劇場初演

## 泉鏡花が登場する作品
映画
- 『帝都物語』（1988年）実相寺昭雄 監督

坂東玉三郎が、目方恵子（原田美枝子）に観音力と鬼神力を解き、「あんた、近いうちに鬼に会うよ」と忠告する辻占姿の泉鏡花を演じている。
アニメーション
- 『OVA 帝都物語』りんたろう監督 (1991年）
- 『文豪ストレイドッグス』TVシリーズ （2016年 - ）

実在の鏡花は男性だが、この作品では女性に改変されている。
- 『劇場版 明治東亰恋伽』（2015年 - 2016年） わたなべひろし 監督 スタジオディーン
- 『映画 文豪ストレイドッグス DEAD APPLE』（2018年）五十嵐卓哉 監督  角川ANIMATION

漫画
- 朝霧カフカ 原作・春河35 画『文豪ストレイドッグス』KADOKAWA・角川コミックス 2012 -
- 水木しげる『水木しげるの泉鏡花伝』 小学館、2015、 講談社「漫画大全集092」、2018

『高野聖』、『黒猫』を収録
- 今市子『鏡花あやかし秘帖』学研プラス 2018

小説
- 魚住ユキコ『明治東亰恋伽　紅月夜の婚約者』 角川ビーンズ文庫 2012
- 魚住ユキコ『明治東亰恋伽　恋月夜の花嫁』 角川ビーンズ文庫 2013
- 京極夏彦『書楼弔堂 破暁』 集英社 2013

探書弐話「発心」で『冠彌左衛門』新聞連載開始三ヵ月前の泉鏡太郎が描かれる。また連載後いくつかの再掲載の中に「畠芋之助」名義の作者表記が存在する、というエピソードが記されている。

## 伝記・論考
- 村松定孝 『泉鏡花研究』 冬樹社、1974。有精堂出版（定本版）、1996
  - 『あぢさゐ供養頌　わが泉鏡花』 新潮社、1988
  - 『ことばの錬金術師　泉鏡花』 現代教養文庫、1973、復刊1993
- 巖谷大四 『人間泉鏡花』 東京書籍〈東書選書〉、1979、オンデマンド版2000。福武文庫、1988
- 『鏡花論集成』谷沢永一・渡辺一考 編、立風書房、1983。友人作家の論考
- 竹田真砂子 『鏡花幻想』 講談社、1989。講談社文庫、1994
- 福田清人・浜野卓也 『泉鏡花 人と作品』 清水書院、新装版2017
- 種村季弘『水の迷宮』国書刊行会、2020。作品解説ほか

### 図版解説
- 『新潮日本文学アルバム 22 泉鏡花』 野口武彦評伝、新潮社、1985
- 『泉鏡花　美と幻影の魔術師』平凡社 別冊太陽 日本のこころ、2010
- 『鏡花の家 泉鏡花生誕一五〇年記念』平凡社、2023。泉鏡花記念館 編著